# Friends Will Be Friends
〈Friends Will Be Friends〉는 《A Kind of Magic》에 포함된 프레디 머큐리와 존 디콘이 쓴 퀸이 부른 곡이다. 이 곡은 영국에서 1986년 6월 9일 발매된 밴드의 30번째 싱글 곡으로, 영국에서 14위에 올랐다.
〈Friends Will Be Friends〉는 Magic 투어에서 라이브로 공연되었다. 1977년 News of the World 투어 이후 〈We Will Rock You〉와 〈We Are the Champions〉의 콘서트가 끝난 뒤 부른 첫 곡이자 유일한 곡이라는 점에서 주목할 만하다.
이 곡은 퀸이 작곡한 《Greatest Hits II》, 《Greatest Flix II》, 《Greatest Video Hits II》 등 다양한 히트곡에 수록되었다.